# Acalolepta bolanica
Acalolepta bolanica là một loài bọ cánh cứng trong họ Cerambycidae.